# Agdistis hulli
Agdistis hulli is een vlinder uit de familie vedermotten (Pterophoridae). De wetenschappelijke naam is voor het eerst geldig gepubliceerd in 1998 door Gielis.
De soort komt voor in Europa.